# Nagymaros
Nagymaros é uma cidade da Hungria, situada no condado de Peste. Tem 34,37 km² de área e sua população em 2019 foi estimada em 4.821 habitantes.